# Масачузетс (линеен кораб, 1941)
Масачузетс (на английски: USS Massachusetts (BB-59)) е линеен кораб на САЩ. Третият линкор от типа „Саут Дакота“.
„Масачузетс“, наречен още „Голямата Меми“, е линкор построен по време на Втората световна война. „Масачузетс“ е седмият кораб на военноморския флот на САЩ, кръстен в чест на шестия щат и един от двата линкора на типа „Саут Дакота“, превърнати в кораби–музеи. „Масачузетс“ е известен с това, че извършва последните 16 изстрела с 406-милиметрови снаряди по време на Втората световна война.
По време на Втората световна война „Масачузетс“ първоначално влиза в Атлантическия Флот, участва в операцията „Факел“, по време на която разменя изстрели с френския линкор „Жан Барт“. Преминавайки в Тихоокеанския флот, през 1943 г., „Масачузетс“ участва в кампаниите на Соломоновите острови, и на Филипините, взема участие в сражението в залива Лейте. През 1945 г. „Масачузетс“ в числото на няколко линкора, обстрелва цели на остров Хоншу. След края на Втората световна война, връщайки се в САЩ, „Масачузетс“ участва в учения при американското крайбрежие и е повторно преведен в състава на Атлантическия флот. Линкорът „Масачузетс“ е изведен в резерва през 1947 г., и се намира на съхранение в Норфолк, щата Вирджиния, докато не е окончателно изключен от Регистъра на Военните кораби през 1962 г.
За да се спаси линкорът от утилизация, гражданите на Масачузетс събират средства за предаването на линкора на Мемориалния Комитет на Масачузетс, и през 1965 г. военноморския флот предава линкора на комитета. „Масачузетс“ е отбуксиран в Залива на линкора, в град Фол Ривър, щата Масачузетс. На 14 август 1965 г. линкорът е открит за посещения като кораб-музей.

## История на службата
„Масачузетс“ след преминаване на цикъла по бойна подготовка влиза в състава на TF.34. Част е от групата за поддръжка TG.34.1 заедно с тежките крайцери „Уичита“ (USS Wichita (CA-45)) и „Тъскалуса“ (USS Tuscaloosa (CA-37)). Съединението осигурява десанта на войските на съюзниците в Северна Африка – операцията „Торч“. На 8 ноември 1942 г. линкорът поддържа десанта при Казабланка. В пристанището, при стената се намира недостроеният френски линкор „Жан Барт“, на който действа само носовата четириоръдейна кула на главния калибър. „Масачузетс“ открива огън по „Жан Барт“ в 7:04 от дистанция 118 кбт. След като постига 5 – 7 попадения, той е принуден временно да прекрати огъня поради нарушаване на електрозахранването от сътресенията на собствената стрелба. В 9:18 „Масачузетс“ съвместно с крайцерите влиза в бой с френската 2-а лека ескадра. Повредени са лидерът „Milan“ и разрушителя „Fougueux“, а разрушителя „Boullonnais“ е потопен. Самият „Масачузетс“ получава две попадения: 194-мм снаряд от бреговата батарея на мнос Ел Ханк пробива бронепалубата, предизвиквайки неголям пожар, а 130-мм снаряд от „Boullonnais“ не нанася съществени повреди. На 9 ноември „Масачузетс“ обстрелва батареята на Ел Ханк, но стрелбата с бронебойни снаряди по нея е неефективна. Всичко в хода на операцията са изразходвани 786 406-мм и 221 127-мм снаряда.
Преминава ремонт в Бостън, от ноември 1942 г. През февруари 1943 г. преминава в Тихия океан и на 4 март пристига в Нумеа. Занимава се с прикритието на конвои и операции на Соломоновите острови. Влиза в състава на прикритието на авиационно съединение и взема участие в рейдовете от 19 – 21 ноември 1943 г. над островите Макин, Тарава и Абемама, на 8 декември над Науру, 29 – 30 януари 1944 г. над Тарава и Куаджалин, на 17 – 18 февруари над Трук. През март 1943 г. действа в района на Каролинските острови, на 22 април участва в десанта в Холандия (Нова Гвинея). На 1 май се занимава с обстрел над Понапе. В периода май – юни 1944 г. преминава ремонт в Пюджънт Саунд (Бремъртън), по време на който са заменени лейнерите на оръдията на главния калибър, след това продължава да действа в състава на авионосно съединение. На 6 октомври прикрива десанта на Лейте, на 10 октомври участва в рейда над Окинава, 12 – 14 октомври над Формоза. В периода 22 – 27 октомври взема участие в сражението в залива Лейте. На 14 декември 1944 г. обстрелва крайбрежието на Филипините в района на Манила. След това до февруари 1945 г. действа в Южнокитайско море, при Формоза и Окинава. Заедно с TF.58, от 10 февруари до 3 март, участва в рейда над Окинава, Хоншу и Кюшу. След това действа при Окинава до пълната окупация на острова. От юли участва в операциите на TF.38 против японските острови. На 14 юли обстрелва Камаиши, на 28 юли Хамамацу, на 9 август пак Камаиши. За времето на войната „Масачузетс“ получава 11 бойни звезди, потопявайки 5 кораба и сваляйки 18 самолета на противника. На 27 март 1947 г. е изваден в резерва в Норфолк. На 1 юни 1962 г. е изключен от списъците на флота. На 8 юни 1962 г. е предаден на щата Масачузетс и на 14 август 1965 г. е поставен в качеството на мемориал във Фол Ривър. Мемориалът действа и понастоящем.

## Коментари
1. ↑  Всички данни са към момента на влизането в строй.